# 社會理論
社会理论是用于研究和解释社會現象分析框架或范式。社会理论作为社会科学家的工具，涉及不同方法论（例如实证主义和反實證主義）的有效性和可靠性、結構與能動性孰为首要，以及偶然性和必然性之间关系等问题的历史争论。非正式性质的社会理论，或社会和政治科学界之外的作者创造的理论，可称为“社会批评”、“社会评论”或“文化批评”，它们可能来自正规的文化和文学学界，也可能来自其他非学术或新闻形式的写作。

## 思想流派

### 芝加哥学派
芝加哥社會學派于1920年代发展起来，该学派由阿尔比恩·伍德伯里·斯莫尔 、W·I·托马斯、欧内斯特·伯吉斯、罗伯特·E·帕克、埃尔斯沃斯·法里斯、喬治·賀伯特·米德以及芝加哥大学其他社会学家建立。芝加哥学派关注不同时间和场所以及其他社会变量背景下的社会现象的模式和安排。

### 批判理论
批判理论家（法兰克福学派）专注于对社会和文化的反思性评估和批判，以揭示和挑战权力结构及其对社会群体的关系和影响。

### 马克思主义
卡尔·马克思在其著作中就政治经济学对社会的重要性进行了论述，并重点关注生活的“物质条件”。:4他的理论以资本主义及其对无产阶级和資產階級之间的阶级斗争的影响为中心。

### 后现代主义
让-弗朗索瓦·利奥塔将后现代主义定义为“对元叙事的怀疑”，并将后现代主义与現代主義进行了对比，他将现代主义描述为“指任何参照元话语来使自身合法化的理论，而这类元话语明确诉诸某些宏大叙事，如精神辩证法、意义解释学、理性主体或劳动主体的解放以及建立福利社会等。”

### 其他观点
其他理论包括：
- 社会建构主义
- 理性選擇理論
- 结构功能主义——受斯宾塞和涂尔干的影响
- 社会行动——受到韦伯和帕累托的影响
- 冲突理论——受马克思、齐美尔影响
- 符號互動論——受喬治·賀伯特·米德的影响
- 行動者網絡理論
- 虚假需求（英语：False necessity）
- 代理现实主义（英语：Agential realism）

## 关键思想家

### 法国社会思想
著名的法国社会思想家包括亨利·德·圣西门、奥古斯特·孔德、埃米尔·涂尔干和米歇尔·福柯等。

### 英国社会思想
英国的赫伯特·斯宾塞等社会思想家，探讨了与政治经济和社会进化有关的问题和思想。约翰·拉斯金的政治理想是社会经济的先驱（《给这最后来的》对甘地的哲学产生了非常重要的影响）。

### 德国社会思想
德国重要的哲学家和社会思想家包括康德、黑格尔、马克思、韦伯、齐美尔、阿多诺、霍克海默、马尔库塞和卢曼等。

### 中国社会思想
中国重要的哲学家和社会思想家有商鞅、老子、孔子、孟子、王充、王阳明、李贽、朱熹、顾炎武、龚自珍、魏源、康有为、鲁迅、毛泽东等。

### 意大利社会思想
重要的意大利社会科学家包括安东尼奥·葛兰西、加塔諾·莫斯卡、维尔弗雷多·帕累托、弗朗哥·费拉罗蒂。

### 泰国社会思想
重要的泰国社会理论家包括集·普密萨、克立·巴莫和普拉瓦设‧瓦西。

## 延伸阅读
- Baert, Patrick; Silva, Filipe Carreira da. . Cambridge, UK: Polity Press. 2010. ISBN 978-0-7456-3981-9.
- Bell, David. . Lanham, MD: Rowman & Littlefield. 2008. ISBN 978-0-7425-6428-2.
- Berberoglu, Berch. . Lanham, MD: Rowman & Littlefield. 2005. ISBN 978-0-7425-2493-4.
- Berger, Peter; Luckmann, Thomas. . Garden City NY: Anchor Books. 1966. ISBN 0-385-05898-5.
- Harrington, Austin. . Oxford, UK: Oxford University Press. 2005. ISBN 978-0-19-925570-2.
- Berger, J., M. Zelditch, Jr., and B. Anderson. . Sage Publications. 1989.
- Callinicos, A. . 1999.
- Cohen, B. . Nelson Hall. 1989.
- Craib, I. . Palgrave Macmillan. 1992. ISBN 0-312-08674-1.
- Giddens, A. . Broadview. 1987.
- Habermas, Jürgen. . MIT Press. 1987. ISBN 9780262081634.
- Hall, S., B. Gieben. . 1992.
- Hughes, J., P. Martin, W. Sharrock. . Sage. 1995.
- James, Paul. . London: Sage Publications. 2006  [2023-07-05]. （原始内容存档于2020-04-29）.
- Kincaid, Harold. . Cambridge University Press. 1996.
- Larson, C.J. . Harcourt. 1993.
- Morrison, K. L. . Sage. 1995. ISBN 0-8039-7562-7.
- O'Donnell, M. . Hodder & Stoughton. 2000.
- Parsons, Talcott. . 1937.
- Phillips, D.C. . Pergamon Press. 1992.
- Ray, L. . Open University Press. 1999.
- Ritzer, George, Barry Smart. . Sage Publications. 2003. ISBN 0-7619-4187-8.
- Ritzer, George, Douglas J. Goodman. . McGraw-Hill. 2003. ISBN 0-07-282578-2.
- Swingewood, A. . Macmillan. 2000.
- Swirski, Peter. . New York, Routledge. 2011.
- Unger, R. . Cambridge: Cambridge University Press. 1987. ISBN 9780521329750.